# Thiago Fernández
Thiago Cruz Fernández (Buenos Aires; 3 de abril de 2004) es un futbolista argentino. Juega de centrocampista ofensivo y su equipo actual es el Club Atlético Vélez Sarsfield, de la Primera División de Argentina. En dicho club, hizo las divisiones inferiores.
Thiago es hijo del exfutbolista Daniel Fernández.

## Trayectoria
Formado en las inferiores del Vélez Sarsfield, Fernández firmó su primer contrato con el club en octubre de 2021. Debutó en el primer equipo en abril de 2023 ante Colón de Santa Fé.
El 25 de julio de 2025 se dio a conocer que no iba a renovar contrato, yéndose libre y dejando tirado al club que lo formó y le dio de comer desde los 10 años. 

## Estadísticas

### Clubes
Actualizado hasta su último partido disputado el 1 de diciembre de 2024.
| Club                            | Div.          | Temporada     | Liga  | Liga  | Liga   | Copas nacionales | Copas nacionales | Copas nacionales | Torneos internacionales | Torneos internacionales | Torneos internacionales | Total | Total | Total  |
| Club                            | Div.          | Temporada     | Part. | Goles | Asist. | Part.            | Goles            | Asist.           | Part.                   | Goles                   | Asist.                  | Part. | Goles | Asist. |
| ------------------------------- | ------------- | ------------- | ----- | ----- | ------ | ---------------- | ---------------- | ---------------- | ----------------------- | ----------------------- | ----------------------- | ----- | ----- | ------ |
| C. A. Vélez Sarsfield Argentina | 1.ª           | 2023          | 3     | 0     | 0      | 3                | 0                | 0                | —                       | —                       | —                       | 6     | 0     | 0      |
| C. A. Vélez Sarsfield Argentina | 1.ª           | 2024          | 25    | 5     | 6      | 17               | 1                | 3                | —                       | —                       | —                       | 42    | 6     | 9      |
| C. A. Vélez Sarsfield Argentina | Total club    | Total club    | 28    | 5     | 6      | 20               | 1                | 3                | 0                       | 0                       | 0                       | 48    | 6     | 9      |
| Total carrera                   | Total carrera | Total carrera | 28    | 5     | 6      | 20               | 1                | 3                | 0                       | 0                       | 0                       | 48    | 6     | 9      |
| 1. 2.                           |               |               |       |       |        |                  |                  |                  |                         |                         |                         |       |       |        |

## Palmarés

### Títulos nacionales
| Título                        | Club            | País      | Año  |
| ----------------------------- | --------------- | --------- | ---- |
| Primera División de Argentina | Vélez Sarsfield | Argentina | 2024 |
| Supercopa Internacional       | Vélez Sarsfield | Argentina | 2024 |